# Arvid Faxe

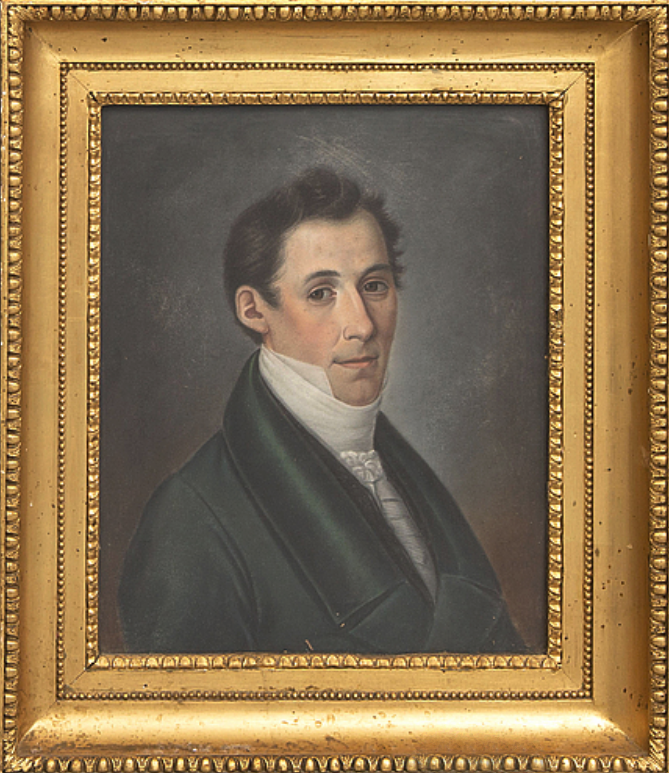
Arvid Faxe, 1763.

Arvid Faxe, född 7 september 1733 i Skabersjö socken, död 10 maj 1793 i Karlskrona, var en svensk läkare och anses vara Takpapp uppfinnare.
Arvid Faxe var son till kyrkoherden i Skabersjö Wilhelm Faxe. Han blev student vid Lunds universitet 1741 och företog därefter en studieresa till Greifswald, Frankfurt an der Oder och Berlin 1754-1756. Därefter blev han 1756 medikus vid preussiska hovstaten. Faxe deltog i fälttåget i Sachsen och Schlesien samma år och deltog i slaget vid Lobositz. Han utsågs vid sin återkomst till Sverige till medicine licentiat och anatomie prosector i Lund. Faxe var expeditionsmedicus vid svenska örlogsflottan i Nordsjön och Östersjön 1757-1759 och blev 1760 medicine doktor i Lund. Han tjänstgjorde ombord på flottan under Admiral Nils Psilanderskjölds blockad av Kolberg 1761. Faxe bedrev studier vid Uppsala universitet 1762 och blev samma år ledamot Collegium medicum och stadsfysikus i Västervik. Han blev 1771 provincialmedicus i Blekinge län och var intendent för Ronneby brunn 1772-1778. 1774 blev han andre amiralitetsmedikus och 1779 förste amiralitetsmedikus och följde 1779 svenska flottan under dess kryssningar på Östersjön och Nordsjön. Faxe erhöll 1780 assessors namn. Han blev 1790 ordförande i Samfundet Pro Fide et Christianismo och blev 1787 ledamot av Vetenskapsakademien.